# Весенин, Ефим Миронович
Ефи́м Миро́нович Весе́нин (при рождении Хаим Меерович Фейгман; 12 февраля 1905, Одесса — 1980, Москва) — русский советский поэт-сатирик, фельетонист, прозаик, переводчик, журналист и редактор сатирических журналов.

## Биография
Родился 12 февраля (по старому стилю) 1905 года в Одессе, был старшим ребёнком в семье теофипольского мещанина, часовых дел мастера Меера Хаимовича (Мирона Ефимовича) Фейгмана (1879—1944), который владел магазином часов на Успенской улице, дом № 18; мать — Рывка Мордховна Фейгман (в девичестве Бернштейн, 1879—?), дочь дубенского мещанина. Родители заключили брак 14 мая 1904 года в Одессе.
Окончил школу газетных работников. С 1922 года ещё под фамилией Фейгман работал в одесской газете «Известия» («Известия Одесского Губкома КПБУ, Губисполкома и Губпрофсвета») в качестве репортёра, очеркиста, фельетониста. Вместе с другими сотрудниками газеты жил в доме № 8 по Екатерининской улице (сама газета также печаталась в этом доме).
В 1930 году переехал в Москву и поступил на работу в «Рабочую газету». Тогда же начал печататься в сатирическом журнале «Крокодил» (первокрокодилец), где с 1933 года и в течение более 30 лет являлся штатным журналистом, был ответственным секретарём редакции. В годы первых пятилеток в качестве специального корреспондента «Крокодила» освещал строительство Магнитогорского металлургического комбината и освоение Кузбасса. Во время Великой Отечественной войны оказывал также помощь отделам сатиры фронтовых газет. Во время освоения целины был специальным корреспондентом «Крокодила» в Казахстане. В качестве редактора журнала способствовал первой литературной публикации поэта Давида Самойлова. Весной 1953 года в ходе кампании по борьбе с космополитизмом был уволен из редакции журнала «Крокодил» и исключён из кандидатов в члены КПСС. Не позднее февраля 1955 года был восстановлен членом редакции журнала, но уже рядовым сотрудником отдела внутренней жизни.
Также известен как автор прозаических произведений, среди которых вышедшие в «Библиотеке „Крокодила“» сборники юмористических рассказов и фельетонов «Будем знакомы» (1952), «Единственные в своём роде» (1958), «С приветом, Коля!» (1965) и «Спасайся, кто может!..» (1972). В последние три десятилетия жизни главным образом занимался переводами прозы и драматургии с украинского и белорусского языков, часть из которых была также опубликована в книжной серии издательства «Правда» «Библиотека „Крокодила“». Среди переведённых им авторов — Остап Вишня, Виктор Безорудько, Павел Загребельный, Николай Зарудный, Любомир Дмитерко, Александр Ковинька, Фёдор Макивчук, Анатолий Хорунжий, Николай Билкун, Евгений Кравченко, Иван Рябокляч, Агиш Гирфанов, Валентин Чемерис, Василий Большак, Николай Дашкиев, Леонид Юхвид, Иван Кочерга, Лариса Письменная, Алексей Корниенко, Ярослав Гримайло, Иван Сочивец, Григорий Плоткин, Павел Ковалёв, Алесь Рылько, Филипп Бабанский, Ярослав Галан. Посмертно вышли воспоминания о писателе Остапе Вишне (1981), с которым Е. М. Весенин был близко знаком долгие годы.
Скончался в Москве в 1980 году после тяжёлой болезни.

## Семья
Жена — Вера Александровна Весенина. Дочь — Наталия Ефимовна Весенина, вирусолог, кандидат биологических наук («Изучение механизма взаимодействия РНК и белка ВТМ в процессе реконструкции вируса табачной мозаики in vitro», 1973). По воспоминаниям Н. С. Покровской, в 1953 году семья Ефима Весенина жила в одной комнате коммунальной квартиры на Беговой улице. По состоянию на 1 октября 1966 года семья жила уже в доме № 27 жилищно-строительного кооператива (ЖСК) «Советский писатель» на Красноармейской улице.